# Церква Успення Пресвятої Богородиці (Великі Глібовичі)
Церква Успення Пресвятої Богородиці — греко-католицький храм, розташований в селі Великі Глібовичі Перемишлянського району міста Львів.

## Історія храму
Збудований за проектом архітектора Лева Левинського. Будівництво церкви розпочали у 1927 року і у 1929 році завершили. Храм вражає своєю прекрасною архітектурою зовні та величною внутрішньою оздобою всередині. 14 квітня 1994 року храм визнаний пам'яткою архітектури. Зі слів місцевих мешканців, спершу храм був розташований у зовсім іншому місці, поблизу лісу, під час негоди хрест з куполу церкви був перенесений вітром на інше місце, сьогодні цим місцем є старий цвинтар, на якому похований видатний сотник Української Галицької Армії — Юліан Головінський. Жителі вирішили саме там збудувати нову церкву, адже вважали це місце «обране Богом». Біля церкви також побудована дерев'яна дзвіниця. З неї видно всі краєвиди, вона є найвищою точкою у селі Великі Глібовичі.

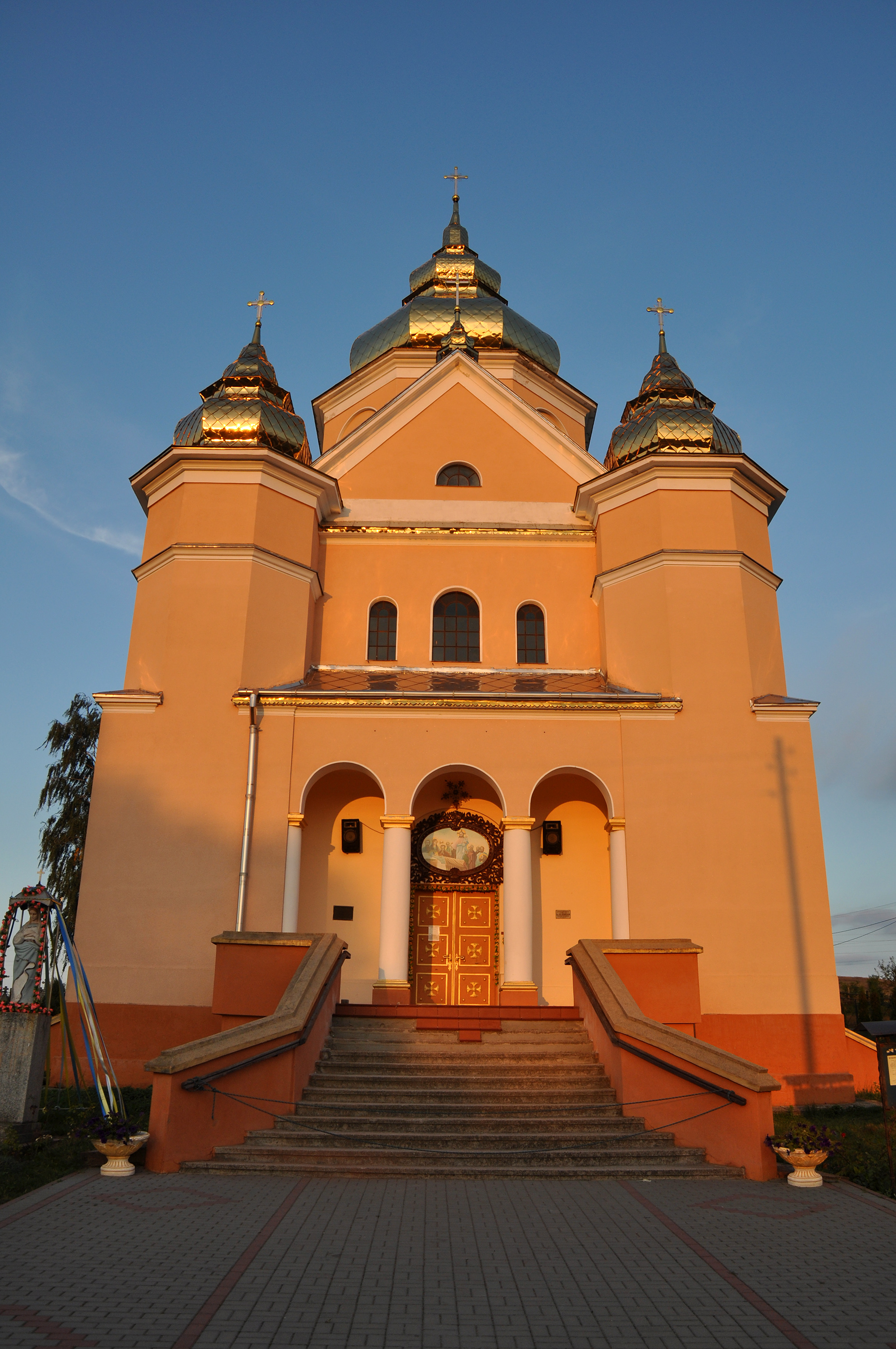
Храм Успення Пресвятої Богородиці у селі Великі Глібовичі

У 2020 році завдяки спільним зусиллям та жертвам мешканців села були проведені ремонтні роботи у храмі, поставлено утеплену плитку, зроблено опалення.
У 2021 році був ухвалений новий проект ландшафту дизайнером із НЛТУ України та вже наприкінці серпня його було успішно виконано.

## Діяльність парафії
При парафії діють спільноти «Матері в молитві», «Живої вервиці», «Спільнота подружніх пар», церковний хор «Гармонія», діє катехитична школа ім. Омеляна Ковча під керівництвом с. Вінкентії зі Згромадження Сестер Пресвятої Родини. Зустрічі зі спільнотами, реколекції, катехизи, табори для дітей, поїздки, різні вечори допомагають парафіянам пізнати та прославити Бога.

## Благодійна допомога
Парафіяни храму на чолі з їхніми настоятелями активно долучаютьс до благодійних акцій. Нещодавно було успішно куплено автівку для воїнів на передову. Також мешканці села спільно долучились до збору коштів на лікування Вікторії Полюги[неавторитетне джерело].

## Настоятелі Храму
- Стручинський Микола Васильович
- Бліхар Степан Юркович (до 22.11.2017)